# Уступ карьера

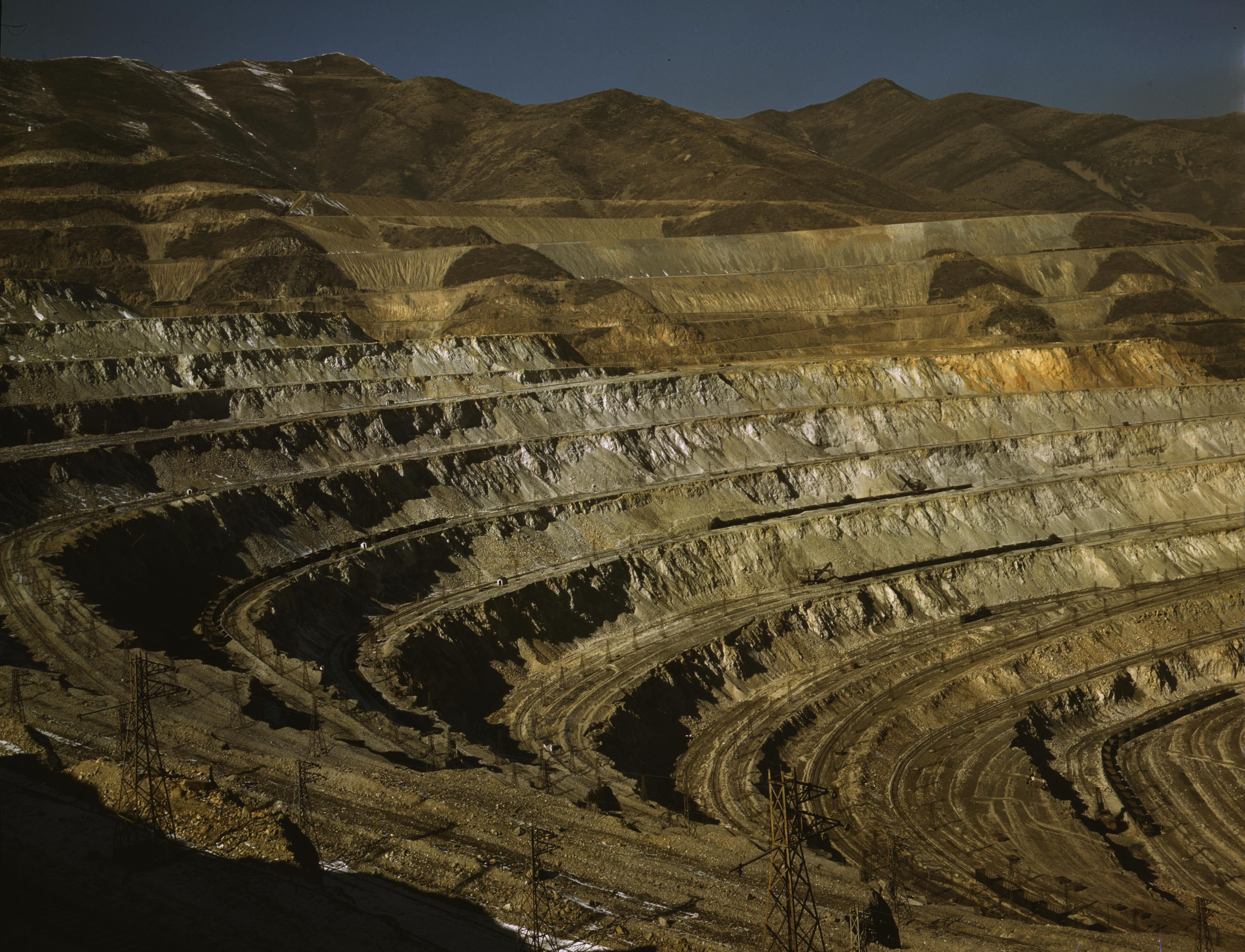
Уступы в карьере Бингем-Каньон, США

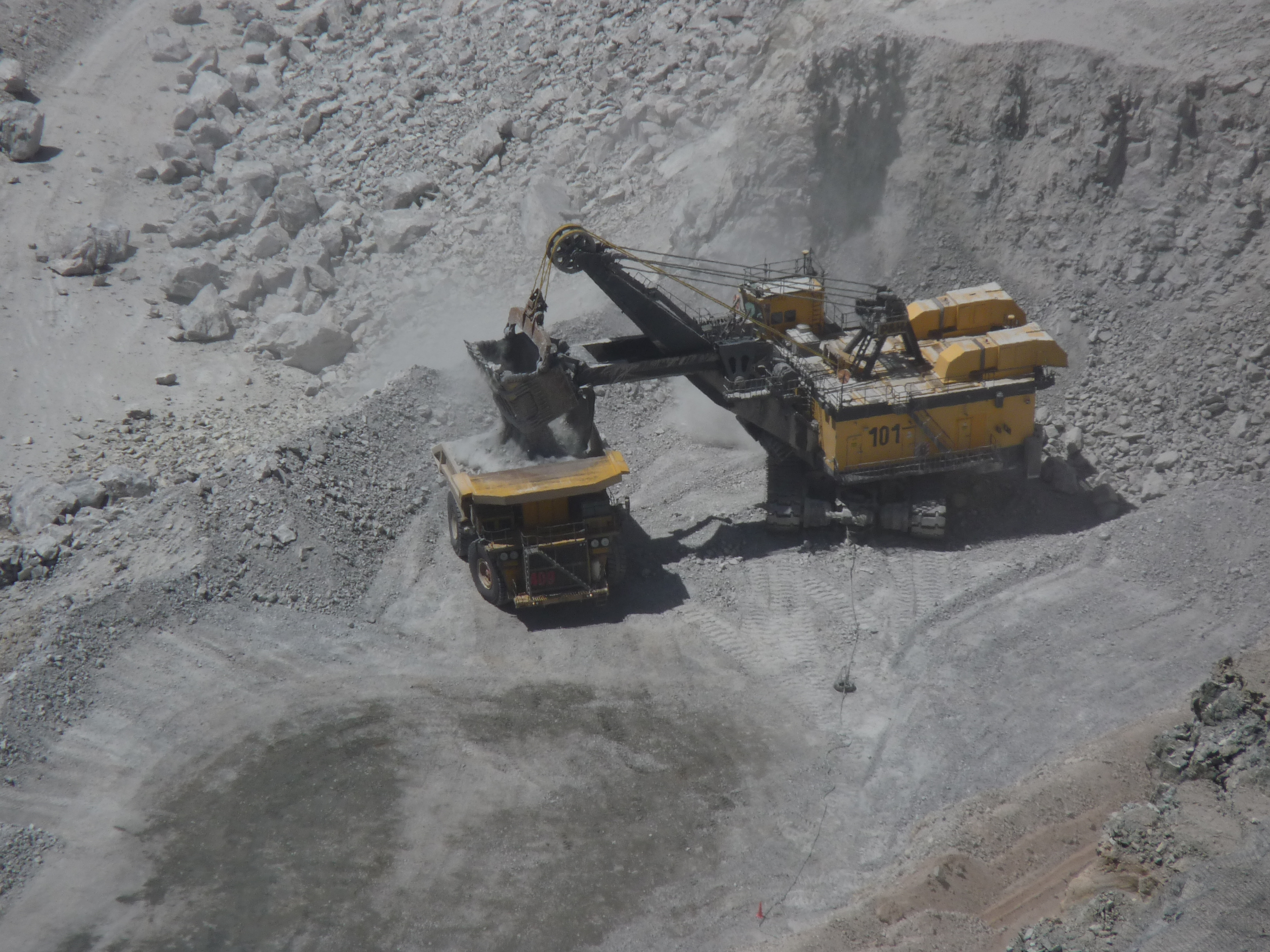
Погрузка руды в карьерный автосамосвал на добычном уступе в карьере по добыче медной руды Чукикамата, Чили

Уступ карьера — горизонтальный слой горных пород, вынимаемый при открытой разработке месторождений полезных ископаемых.
По глубине карьер разбивается на уступы. Отработка уступа производится одним комплектом горных машин. Если уступы отрабатываются с помощью буровзрывных работ, то комплект машин включает буровые машины, зарядные машины, погрузочные и транспортные машины. Если уступы отрабатываются без буровзрывных работ, то комплект машин включает выемочно-погрузочную технику (экскаватор) и транспорт (автомобильный, железнодорожный или конвейерный).
Уступы разделяются на рабочие, которыми производится отработка массива полезных ископаемых и вмещающих горных пород, включённых в контуры карьера, и нерабочие (погашенные), достигшие при разработке месторождения своего предельного положения.
Подуступы — часть уступа по высоте, разрабатываемые отдельными машинами
бурения и экскаваторами, но обслуживаемые одним транспортом.
Уступ состоит из следующих элементов:
- Площадка — горизонтальная поверхность уступа. Уступ имеет две площадки: верхнюю и нижнюю;
- Откос — наклонная, приближенная к вертикальной, сторона уступа. Угол наклона зависит от свойств породы уступа, их устойчивости;
- Бровка — линия, соединяющая площадку и откос уступа. Верхняя бровка образуется в месте перехода верхней площадки уступа в откос уступа. Нижняя бровка уступа образуется в месте перехода откоса в нижнюю площадку уступа.
- Забой — рабочая поверхность уступа от нижней площадки до верхней площадки, с которой вынимается горная масса, составляющая тело уступа.
- Заходка — ширина разрабатываемого уступа, а торец заходки является забоем.

Совокупность площадок и откосов всех уступов образует борт карьера.
После окончания вскрышных и добычных работ ширину площадок уменьшают до величины, которая должна быть не меньше 30 % высоты уступа. Эта горизонтальная площадка нерабочего уступа получила название бермы. Берма обеспечивает устойчивость нерабочего борта карьера. От ширины предохранительной бермы зависит угол откоса нерабочего борта карьера.
Если по берме проходит дорога, по которой вывозят горную массу, то она имеет ширину, достаточную для проезда транспортных средств и обеспечения устойчивости уступа. Такая берма называется транспортной. Параметры уступов определяются на основании специализированных методик.